# 埼玉大学教育学部附属幼稚園
埼玉大学教育学部附属幼稚園（さいたまだいがくきょういくがくぶふぞくようちえん）は、埼玉県さいたま市浦和区の国立幼稚園。

## 沿革
- 1932年4月12日 埼玉県北足立郡六辻町別所の地に埼玉県女子師範学校附属幼稚園開園
- 1943年4月1日 埼玉県女子師範学校、埼玉県師範学校、埼玉県青年師範学校統合昇格に伴い、埼玉師範学校附属幼稚園と改称
- 1948年4月1日 男子部、女子部両附属小学校が統合されて、幼・小・中の三附属校園となり、幼稚園・小学校は旧男子部附属小学校、中学校は旧女子部附属小学校の地に設置
- 1949年6月19日 別所より浦和市常盤6-60に移転
- 1949年7月1日 埼玉大学埼玉師範学校附属幼稚園となった。
- 1951年4月1日 埼玉大学教育学部附属幼稚園となった。
- 1983年4月1日 浦和市常盤8-13-1に移転
- 2004年4月1日　国立大学法人化

## 歴代園長
- 1949年4月 - 1955年3月 野間郁夫
- 1955年4月 - 1957年3月 桑原作次
- 1957年4月 - 1963年3月 遠藤泰助
- 1963年4月 - 1966年3月 吉沢宗吉
- 1966年4月 - 1969年3月 黒河内豊
- 1969年4月 - 1972年3月 友利明長
- 1972年4月 - 1975年3月 篠田喜与志
- 1975年4月 - 1978年3月 三村精一
- 1978年4月 - 1981年3月 鱒淵昇
- 1981年4月 - 1984年3月 新井重三
- 1984年4月 - 1987年3月 本越隆
- 1987年4月 - 1990年3月 小名木康祐
- 1990年4月 - 1993年3月 奥谷多作
- 1993年4月 - 1996年3月 山市猛
- 1996年4月 - 1999年3月 林信二郎
- 1999年4月 - 2002年3月 安田啓祐
- 2002年4月 - 2005年3月 金本良通
- 2005年4月 - 2008年3月 真尾正博
- 2008年4月 - 2011年3月 野田寿美子
- 2011年4月 - 2014年3月 庄司康生
- 2014年4月 - 2017年3月 大友秀明
- 2017年4月 - 2020年3月 飯泉健司
- 2020年4月 - 小倉康

## 所在地
- さいたま市浦和区常盤8-13-1

## アクセス
- JR京浜東北線北浦和駅（西口）下車　徒歩約15分。

## 教育
2017年6月29日、人工知能を搭載したロボットを使った英語教育の実証実験が実施された。

## 地域との関わり
2012年9月26日、埼玉県第二庁舎内に新設された埼玉県警PRセンターの開所式に園児や保護者約70名が参加、2名の園児が一日所長を務めた。